# 련련강호
《련련강호》(중국어 간체자: 恋恋江湖, 정체자: 戀戀江湖, 병음: Liànliàn Jiānghú, 영어: Lovely Swords Girl)는 2019년 10월 30일부터 11월 28일까지 방영 중인 아이치이의 웹 드라마이다.